# Grootdoorneekhoornvis
De grootdoorneekhoornvis (Sargocentron spiniferum) is een straalvinnige vissensoort uit de familie van de eekhoorn- en soldatenvissen (Holocentridae). De wetenschappelijke naam van de soort is voor het eerst geldig gepubliceerd in 1775 door Peter Forsskål.